# (809) Лундия
(809) Лундия (лат. Lundia) — небольшой двойной астероид главного пояса, который принадлежит к спектральному классу V и входит в состав семейства Флоры. Он был открыт 11 августа 1915 года немецким астрономом Максом Вольфом в обсерватории Хайдельберг и назван в честь города Лунда и Лундской обсерватории в Швеции.

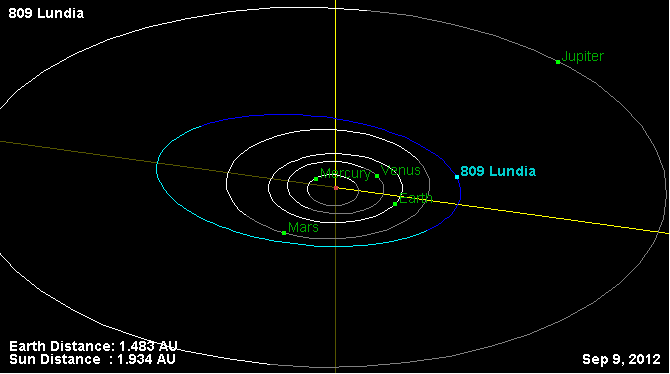
Орбита астероида Лундия и его положение в Солнечной системе

Спектральный класс V указывает, что этот астероид не входит в состав семейства Флоры, а, вероятно, является фрагментом, выбитым из астероида (4) Веста, когда с ним столкнулся другой крупный астероид. Орбита Лундии располагается довольно далеко, чтобы входить в состав семейства Весты, поэтому не совсем ясно как она могла оказаться на этой орбите. Впрочем есть и другие астероиды, принадлежащие данному спектральному классу, но при этом расположенные достаточно далеко от Весты.
Одним из возможных объяснений такого разброса астероидов может являться влияние эффекта Ярковского и орбитальных резонансов, в первую очередь с Юпитером.

## Спутник
Спутник, получивший временное обозначение S/2005 (809) I, был обнаружен по результатам изучения кривых блеска Лундии, полученных в 2005 году. Размер спутника и основного астероида по видимому примерно совпадают, поскольку во время взаимных затмений блеск системы падает почти на одну и ту же величину, независимо от того какой элемент скрыт . Предполагая, что альбедо Лундии такое же как у Весты (около 0,4), можно сделать вывод, что оба компонента имеют примерно 7 км в диаметре. Они вращаются вокруг общего центра масс с периодом в 15,4 часа, что говорит о небольшом расстоянии между ними, которое должно составлять примерно 10–20 км, при условии одинаковых значений альбедо и плотности.